# SMS Derfflinger
Le SMS Derfflinger fut la première unité de la dernière classe de croiseurs de bataille, mise en service par la Marine impériale allemande, au tout début de la Première Guerre Mondiale. Il porte le nom de Georg von Derfflinger, chef de guerre allemand du XVIIe siècle au service de la Saxe, de la Suède, puis à partir de 1654, de Frédéric-Guillaume Ier de Brandebourg, le Grand Électeur.
Les « grands croiseurs » de cette classe ont été les seuls croiseurs de bataille allemands à avoir une artillerie principale au calibre de 305 mm, en quatre tourelles doubles réparties deux à deux à l'avant et à l'arrière, et cette disposition a été une première en Europe. Ils avaient une vitesse un peu inférieure, mais leurs machines moins lourdes et une artillerie un peu moins puissante que celles des croiseurs de bataille britanniques de l'époque leur permettaient d'avoir un blindage équivalent à celui de cuirassés. Mais à la bataille du Jutland, pour les deux unités qui y participèrent, ils ont énormément souffert contre les cuirassés portant des canons de 381 mm. Si le SMS Lützow que son équipage dut abandonner fut le seul croiseur de bataille de la Marine Impériale allemande, perdu au combat, le SMS Derflinger put reprendre sa place dans l'escadre de l'amiral Hipper, après quatre mois de réparations. Comme les quatre autres « grands croiseurs » restant en service en 1918, il fut interné à Scapa Flow, où son équipage de gardiennage l'a sabordé en juin 1919.

## Conception et caractéristiques
Le SMS Hindenburg a été construit en remplacement du croiseur protégé SMS Hertha de la classe Victoria Louise qui a été retiré du service en novembre 1914, après une carrière de seize ans.
Les quatre premiers « grands croiseurs » allemands construits en réponse aux croiseurs de bataille britanniques ont été dotés de canons de 280 mm, plus ou moins puissants, disposés en quatre tourelles doubles, avec deux tourelles centrales en abord et en échelon, sur le SMS Von der Tann, ou avec une cinquième tourelle axiale arrière, sur la classe Moltke ou le SMS Seydlitz, alors que les plus récents croiseurs de bataille britanniques, la classe Lion, allaient porter cinq tourelles axiales au calibre de 343 mm. Il fut donc décidé, à l'été 1911, d'installer sur le « croiseur K » (qui devait devenir le SMS Derfflinger), et sur l'Ersatz Kaiserin Augusta (qui devint le SMS Lützow) puis, en 1912, sur l'Ersatz Hertha (le futur SMS Hindenburg), les canons de 305 mm, déjà utilisés sur les cuirassés allemands, depuis la classe Helgoland. Il fut choisi de les disposer en quatre tourelles doubles, superposées deux à deux à l'avant et à l'arrière.Cette disposition, qui avait été retenue par la Marine des États-Unis pour sa première classe de « dreadnoughts », la classe South Carolina, n'avait jusqu'alors pas été reprise dans les marines européennes, qui avaient eu recours à des
dispositions plus sophistiquées, avec des tourelles en abord, soit « en trapèze », soit « en échelon », ou des tourelles axiales au centre du navire et ne pouvant tirer en chasse ou en retraite.
Mais le Japon a fait construire en 1911, chez Vickers, un croiseur de bataille, dessiné par George Thurston (en)), le Kongō, avec quatre tourelles doubles de 356 mm (en) disposées comme sur l'USS South Carolina. Mis en service en août 1913, il influencera le choix de la Royal Navy, qui adoptera la même disposition d'artillerie sur le HMS Tiger qui entrera en service début octobre 1914, c'est-à-dire un mois après le SMS Derfflinger. Sur la classe Derfflinger, les deux tourelles arrière, "Cæsar" et "Dora", étaient assez éloignées l'une de l'autre, ce qui était le cas sur le Kongō et le HMS Tiger.
Le dessin de la coque fut modifié, le gaillard d'avant, dont étaient dotés le SMS Von der Tann, la classe Moltke et le SMS Seydlitz, étant abandonné pour un pont principal flush deck, sur lequel était installée la batterie secondaire de 12 canons de 150 mm, toujours sous casemates, mais elle restait « humide » à grande vitesse par mer forte. Le blindage était en épaisseur identique à celui du SMS Seydlitz, 300 mm en ceinture, mais atteignait 270 mm sur les tourelles et 260 mm sur les barbettes de l'artillerie principale.
La longueur des bâtiments était portée à 210 m, et le rapport longueur/largeur était de 7,24, au lieu de 7,06 pour le SMS Seydlitz. La vitesse maximale au déplacement de combat était équivalente à celle du SMS Seydlitz. Les machines, comportant quatorze chaudières à charbon, et huit chaudières à mazout alimentant deux groupes de turbines entraînant quatre hélices, développaient 77 000 ch, pour un poids du système propulsif de 2 916 tonnes.

## Service

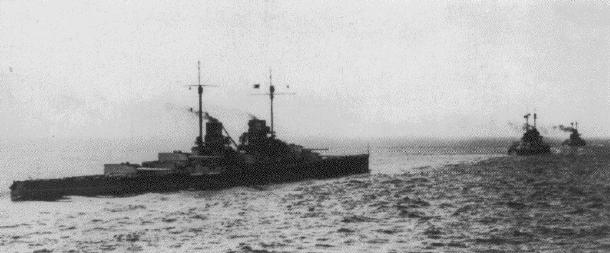
Les croiseurs de bataille (de gauche à droite) : Derfflinger, Moltke et Seydlitz; en route vers Dogger Bank.

Cinquième croiseur de bataille construit par Blohm & Voss à Hambourg, le SMS Derfflinger fut mis en service en septembre 1914, et il a rejoint, fin novembre 1914, le 1er groupe de reconnaissance de la Hochseeflotte, aux ordres du contre amiral puis vice amiral Hipper. Aussi bien lors des bombardements des villes de la côte est de l'Angleterre du 16 décembre 1914 et du 25 avril 1916 qu'au Dogger Bank (le 25 février 1915), il ne reçut que des dégâts légers, deux impacts, sans conséquences, au début de cette dernière bataille.
Au Jutland (31 mai 1916), le SMS Derfflinger a bénéficié d'une erreur dans la désignation des objectifs du côté britannique, de sorte qu'il n'a été pris pour cible par aucun des croiseurs de bataille adverses pendant ce qu'on a appelé « la Course au Sud ». Peu avant 14 h 30, il a pris sous son feu, conjointement avec le SMS Seydlitz, le croiseur de bataille britannique HMS Queen Mary, qui a explosé, après avoir reçu, presque simultanément, cinq obus de gros calibre. Vers 18 h 30, le SMS Derfflinger, conjointement cette fois avec le SMS Lützow, a engagé le HMS Invincible qui emmenait la 3e Escadre de Croiseurs de Bataille, couvrant l'approche de la Grand Fleet sur son flanc est. Et peu après le HMS Invincible a explosé à son tour. Vers 19 h 15, lorsque le vice amiral Scheer a lancé ses croiseurs de bataille, vers la ligne de bataille des cuirassés britanniques, pour permettre à la Hochseeflotte de se retirer vers l'ouest, le SMS Lützow, navire amiral du vice amiral Hipper était si avarié qu'il avait déjà dû quitter la tête du 1er groupe de reconnaissance. C'est alors le SMS Derfflinger, commandé par le capitaine de vaisseau (Kapitän zur See) Hartog, qui a mené la charge. En une demi-heure, il aura reçu quatorze obus de gros calibre, dont sept de 381 mm des deux cuirassés HMS Revenge et Royal Oak intégrés dans la Grand Fleet. Ses deux tourelles arrière recevant deux impacts séparés, en ont été détruites, entraînant dans la mort la presque totalité de leurs 150 servants . Il a réussi cependant à regagner péniblement sa base, le 1er juin, dans des conditions difficiles, mais, certes, moins extraordinaires que celles du retour du SMS Seydlitz. Mais la réparation des dégâts provoqués par dix-sept impacts de gros calibre aura duré jusqu'en septembre 1916. Il a été doté à cette occasion d'un mat tripode à l'avant.
Le SMS Derfflinger n'aura plus connu le feu du combat, mais il a été frappé par la vague de désertions, au moment de la préparation de la dernière sortie de la Hochseeflotte fin octobre 1918, qui aboutit aux mutineries de Kiel. Il a été, après l'armistice du 11 novembre, interné à Scapa Flow, où il a été sabordé le 21 juin 1919.